# Nederlandse sociale geografie
Onder Nederlandse sociale geografie verstaat men de sociale geografie zoals die bestudeerd wordt in Nederland.
Geografie werd in Nederland een academische wetenschap aan het einde van de 19e en het begin van de 20e eeuw. De eerste hoogleraar was C.M. Kan (1837-1919), die in 1877 benoemd werd aan de Universiteit van Amsterdam. De leeropdracht van Kan omvatte nog wat nu genoemd wordt de sociale én de fysische geografie, maar met zijn emeritaat werd besloten de leeropdracht te splitsen. In 1908 werd de geografie in Utrecht als volwaardige academische discipline opgenomen in de universitaire opleidingen. Daar was vanaf 1908 direct al sprake van gescheiden leerstoelen voor sociale en fysische geografie.
In Amsterdam was Steinmetz vanaf 1908 verantwoordelijk voor het sociale deel van de leeropdracht van Kan. In Utrecht werd in datzelfde jaar Niermeyer benoemd. De benoeming van Niermeyer kende een roerige voorgeschiedenis. Door ingrijpen van het Aardrijkskundig Genootschap werden Duitse kandidaten buiten spel gezet. Uit de resterende kandidaten werd aan Niermeyer de voorkeur gegeven boven de economisch geograaf Blink. Blink trok zich terug uit het Aardrijkskundig Genootschap en stichtte de Vereniging voor Economische Geografie met als locatie Rotterdam.
Niermeyer, Steinmetz en Blink hadden zodanig verschillende opvattingen over de aard van de sociale en economische geografie (nog afgezien van tegenstellingen in de persoonlijke sfeer) dat het gerechtvaardigd is de behandeling van de ontwikkeling van deze wetenschap(pen) voor de periode 1900-1960 in drieën te splitsen:
- De Utrechtse sociale geografie
- De Amsterdamse sociografie
- De Nederlandse economische geografie tot ongeveer 1950

Tussen 1950 en 1960 raakten genoemde verschillen (en tegenstellingen) op de achtergrond. De sociale geografie in brede zin werd steeds meer geconfronteerd met vraagstukken rond ruimtelijke ordening, verstedelijking en tertiairisering van de economie. Bovendien werd de dominante invloed van de Franse geografie (zie Ecologische geografie (Frankrijk)) geringer om plaats te maken voor invloeden van de Angelsaksische en Zweedse geografie. Voor deze ontwikkelingen wordt verwezen naar:
- Sociale Geografie in Nederland na 1970

Zie verder voor de ontwikkeling van de sociale geografie in het algemeen: sociale geografie.